# جيسي جيفرسون
جيسي جيفرسون (بالإنجليزية: Jesse Jefferson)‏ هو لاعب كرة قاعدة أمريكي، ولد في 3 مارس 1949 في ميدلوثيان فرجينيا ‏ في الولايات المتحدة، وتوفي بنفس المكان في 8 سبتمبر 2011 بسبب سرطان البروستاتا.

## وصلات خارجية
- جيسي جيفرسون على موقع دوري كرة القاعدة الرئيسي (الإنجليزية)
- جيسي جيفرسون على موقعبيزبول رفرنس.كوم (الدوري الرئيسي) (الإنجليزية)
- جيسي جيفرسون على موقعبيزبول رفرنس.كوم (الدوري الثانوي) (الإنجليزية)
- جيسي جيفرسون على موقع إي إس بي إن.كوم (أم.أل.بي) (الإنجليزية)
- جيسي جيفرسون على موقع مشجعي الرسوم البيانية (الإنجليزية)